# Hoa hậu Quốc tế 2002
Hoa hậu Quốc tế 2002, là cuộc thi Hoa hậu Quốc tế lần thứ 42, được tổ chức vào ngày 30 tháng 9 2002 tại Century Hyatt, Tokyo, Nhật Bản. 47 thí sinh tham gia cuộc thi năm nay Chung cuộc, Cô Christina Sawaya đến từ Liban là người chiến thắng. Cô được Hoa hậu Quốc tế 2001 Małgorzata Rożniecka đến từ Ba Lan trao lại vương miện.

## Kết quả

### Xếp hạng
| Kết quả              | Thí sinh |
| -------------------- | --- |
| Hoa hậu Quốc tế 2002 | - Lebanon – Christina Sawaya |
| Á hậu 1              | - Pháp – Emmanuelle Jagodsinski |

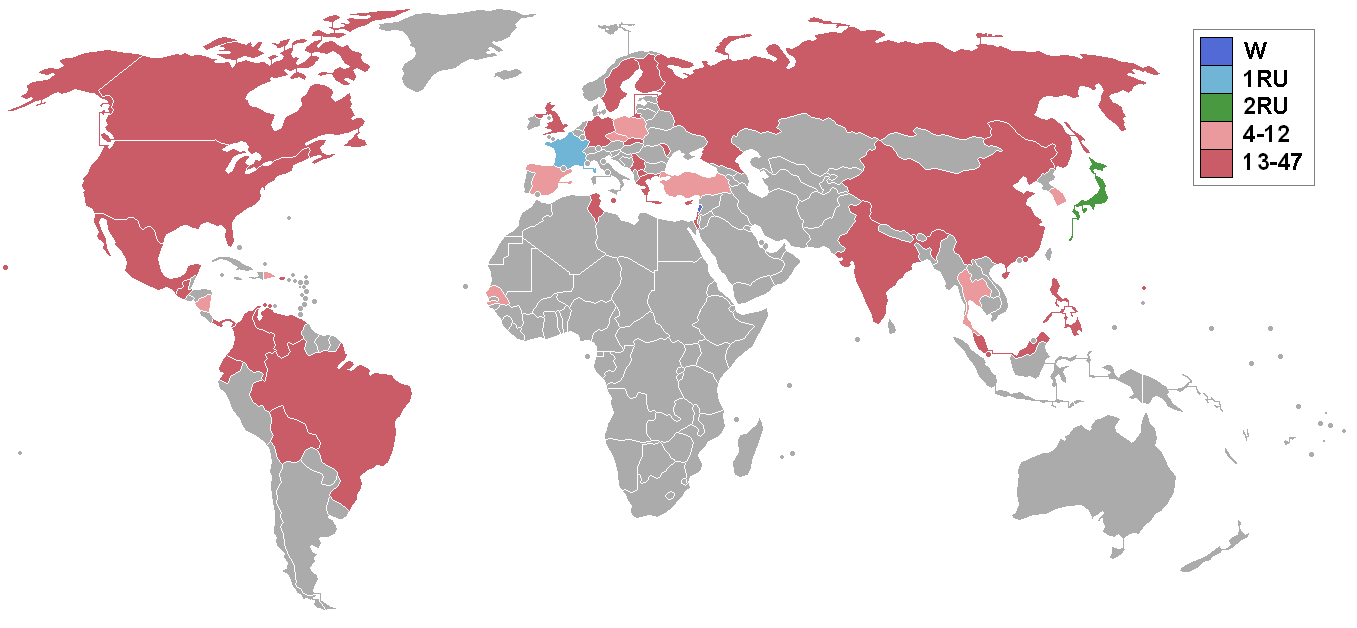
Các quốc gia và vùng lãnh thổ tham gia Hoa hậu Quốc tế 2002 và kết quả.

| Á hậu 2              | - Nhật Bản – Hana Urushima |
| Top 12               | - Thái Lan – Piyanuch Khamboon - Nicaragua – Marianela Lacayo - Hàn Quốc – Gi Yoon-joo - Cộng hòa Dominican – Jeimi Hernández - Cộng hòa Séc – Lenka Taussigová - Senegal – Mame Diarra Mballo - Tây Ban Nha – Laura Espinosa - Ba Lan – Monika Angermann - Thổ Nhĩ Kỳ – Nihan Akkus |

### Các giải thưởng đặc biệt
| Giải thưởng                 | Thí sinh                   |
| --------------------------- | -------------------------- |
| Trang phục dân tộc đẹp nhất | - Hàn Quốc – Yoon-Joo Gi   |
| Hoa hậu Ảnh                 | - Trung Quốc – Amy Yan Wei |
| Hoa hậu Thân thiện          | - Hồng Kông – Hồ Gia Huệ   |

## Thí sinh tham gia
| - Aruba – Jerianne Tiel - Bolivia – Carla Ameller - Brazil – Milena Ricarda de Lima Lira - Canada – Alicia Victoria Altares - Trung Quốc – Amy Yan Wei - Colombia – Consuelo Guzman Parra - Curaçao – Luz Thonysha De Souza - Síp – Nichole Stylianou - Cộng hòa Séc – Lenka Taussigova - Cộng hòa Dominica – Jeimi Vanessa Hernández Franjul - Ecuador – Isabel Cristina Ontaneda Pinto - Phần Lan – Katariina Kulve - Pháp – Emmanuelle Jagodsinski - Đức – Eva Dedecke - Hy Lạp – Stella Yiaboura - Guatemala – Evelyn Arreaga - Hawaii – Chun Hui Chen - Hồng Kông – Hồ Gia Huệ - Ấn Độ – Gauhar Khan - Israel – Shelly Dina'i - Nhật Bản – Hana Urushima - Hàn Quốc – Gi Yoon-joo - Liban – Christina Sawaya - Macedonia – Marta Pancevska | - Malaysia – Krystal Pang Chia Boon - Malta – Alison Abela - Mexico – Velia Rueda Galindo - Moldova – Mariana Moraru - Nicaragua – Marianela Lacayo - Quần đảo Bắc Mariana – Christine Juwelle Cunanan - Panama – Cristina Herrera - Philippines – Kristine Alzar - Ba Lan – Monika Angermann - Puerto Rico – Mariela Lugo Marín - Nga – Kseniya Efimtseva - Senegal – Mame Diarra Mballo - Singapore – Marie Wong Yan Yi - Slovakia – Zuzana Gunisova - Tây Ban Nha – Laura Espinosa Huertas - Thụy Điển – Emelie Lundquist - Thái Lan – Piyanuch Khamboon - Tunisia – Nihad El-Abdi - Thổ Nhĩ Kỳ – Nihan Akkus - Anh Quốc – Juliet-Jane Horne - Hoa Kỳ – Mary Elizabeth Jones - Venezuela – Cynthia Cristina Lander Zamora - Nam Tư – Aleksandra Kokotovic |

## Chú ý

### Trở lại
| - Lần cuối tham gia vào năm 1968: - Trung Quốc - Lần cuối tham gia vào năm 1973: - Ecuador - Lần cuối tham gia vào năm 1999: - Senegal | - Lần cuối tham gia vào năm 2000: - Liban - Moldova - Panama |

### Bỏ cuộc
| - Argentina - Chile - Croatia - Iceland - Latvia - Mông Cổ | - Hà Lan - Na Uy - Palau - San Marino - Ukraine |